# Аскомікотові гриби
Аскоміко́ти (від грец. ἀσκός — сумка), або аскоміцети чи су́мчасті гриби́ (Ascomycota) — відділ грибів (підцарства вищих грибів, Dikarya), що об'єднує організми з септованим міцелієм і специфічними органами статевого спороношення — сумками (асками), що найчастіше містять по 8 аскоспор. Сумчасті гриби здатні до безстатевого спороношення (конідієношення), причому у багатьох випадках і статевий процес, і статеве спороношення втрачаються (такі види грибів раніше відносили до групи недосконалих грибів, Deuteromycota).
Аскомікоти — найбільший за кількістю видів відділ грибів: станом на 2008 рік до нього відносять понад 5 тисяч родів і 60 тисяч видів, що становить 2/3 всіх відомих видів грибів. Серед них — багато дріжджів (у класі Saccharomycetes), вторинно одноклітинних організмів, зокрема пивні дріжджі (Saccharomyces cerevisiae). Крім того, до аскомікотів відносіть такі відомі гриби як зморшки, строчки і трюфелі, багато видів лишайників (асколишаї), наприклад Cladonia. Багато аскоміцетів є патогенами рослин: яблунева парша, ріжки, чорний сучок, борошниста роса. Представники іншого роду аскоміцетів, Penicillium, часто додають до сиру, з них же був виділений перший антибіотик — пеніцилін.

## Систематика відділу
Відділ поділяють на три підвідділи й 15 класів: 
- підвідділ тафріномікотинові, Taphrinomycotina (класи неолектоміцети — Neolectomycetes; пневмоцистідоміцети — Pneumocystidomycetes; схізосахароміцети — Schizosaccharomycetes; тафріноміцети — Taphrinomycetes(інші мови));
- сахаромікотинові — Saccharomycotina (клас сахароміцети — Saccharomycetes);
- пеціцомікотинові — Pezizomycotina (класи артоніоміцети — Arthoniomycetes; дотідеоміцети — Dothideomycetes; евроціоміцети — Eurotiomycetes; лабульбеніоміцети — Laboulbeniomycetes; леканороміцети — Lecanoromycetes; леоціоміцети — Leotiomycetes; ліхіноміцети — Lichinomycetes; орбіліоміцети, Orbiliomycetes; пеціцоміцети — Pezizomycetes; сордаріоміцети — Sordariomycetes). Ще виділяють клас ґеоґлосоміцети — Geoglossomycetes[3].